# Ctenotus maryani
Ctenotus maryani là một loài thằn lằn trong họ Scincidae. Loài này được Aplin & Adams miêu tả khoa học đầu tiên năm 1998.